# Rio Auriștea
O Rio Auriştea é um rio da Romênia afluente do rio Avrig, localizado no distrito de Sibiu.